# John Breckinridge (prokurator generalny)
John Breckinridge (ur. 2 grudnia 1760 w hrabstwie Augusta, zm. 14 grudnia 1806 w hrabstwie Fayette) – amerykański polityk.

## Życiorys
Urodził się 2 grudnia 1760 roku na terenie hrabstwa Augusta. Studiował na Washington and Lee University, a następnie na College of William & Mary. W 1780 roku został wybrany do legislatury stanowej, jednakże odmówiono mu zasiadania we władzach, ze względu na zbyt młody wiek. W czasie amerykańskiej wojny o niepodległość służył w milicji stanowej Wirginii. W latach 80. XVIII wieku studiował nauki prawne i został przyjęty do palestry. W 1792 roku został wybrany do Izby Reprezentantów, jednakże zrzekł się mandatu, jeszcze przed rozpoczęciem kadencji i przeniósł się do Kentucky. Otworzył tam prywatną praktykę w Lexington, a w 1794 roku bezskutecznie kandydował do Senatu. W latach 1795–1797 pełnił rolę stanowego prokuratora generalnego, a w latach 1798–1800 zasiadał w legislaturze stanowej. W 1801 roku zasiadł w izbie wyższej Kongresu, z ramienia Partii Demokratyczno-Republikańskiej. Po czterech latach zrezygnował z funkcji, by przyjąć propozycję prezydenta Thomasa Jeffersona objęcia stanowiska prokuratora generalnego. Na tym stanowisku zasiadał do śmierci, która nastąpiła 14 grudnia 1806 roku na terenie hrabstwa Fayette.
Jego bratem był James Breckinridge.